# Stanisław Krzyżowski

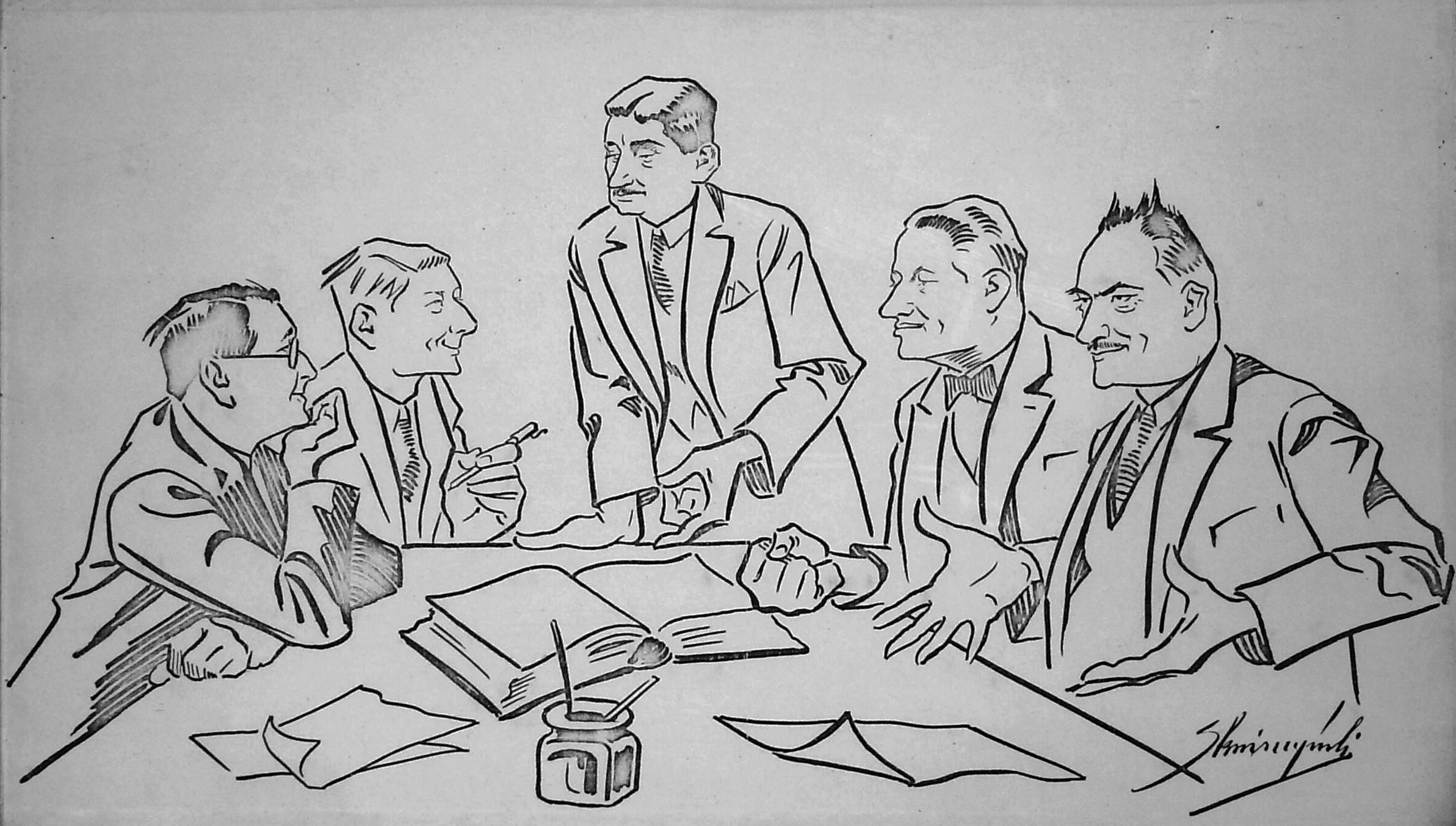
Warszawa, Sejm RP, maj 1931. Od prawej: Stanisław Krzyżowski, Paweł Kopocz, dr Władysław Tempka (posłowie PSChD) oraz Kazimierz Bobiński i Jan Tabaczyński (dziennikarze „Polonii”). Karykatura narysowana przez Zygmunta Skwirczyńskiego

Stanisław Krzyżowski (ur. 20 października 1893 w Tychach, zm. 3 maja 1933 w Pszczynie) – podporucznik piechoty Wojska Polskiego, powstaniec śląski, inicjator I powstania śląskiego, komendant Polskiej Organizacji Wojskowej Górnego Śląska na powiat pszczyński w latach 1920–1921, sekretarz powiatowy Polskiego Komitetu Plebiscytowego i Rady Ludowej w Pszczynie, współorganizator i czołowy działacz Narodowego Związku Powstańców i Byłych Żołnierzy, poseł na Sejm III kadencji, członek Rady Naczelnej Polskiego Stronnictwa Chrześcijańskiej Demokracji na Górnym Śląsku i w Warszawie oraz bliski współpracownik Wojciecha Korfantego, dyrygent, dyrektor banku, redaktor, kawaler Orderu Virtuti Militari.

## Życiorys
Był synem Jana, kolejarza, i Anny z domu Czyba. Dom, w którym się wychował, nazywano twierdzą polskości. W czynną walkę o powrót Górnego Śląska do Polski zaangażowani byli wraz z nim jego trzej bracia: Stefan, Franciszek i Paweł oraz siostra Maria. Działalność narodowowyzwoleńczą rozpoczął od zakładania w miejscowościach powiatu pszczyńskiego polskich kółek śpiewaczych. W 1910 był współzałożycielem Towarzystwa Śpiewaczego Harmonia w Tychach, w którym pełnił funkcję prezesa i dyrygenta. Od 1912 prowadził w tej miejscowości również tajne gniazdo Sokoła i równocześnie w Podlesiu, Paprocanach i Wilkowyjach zakładał towarzystwa śpiewacze. W latach 1912–1914 był dyrygentem Towarzystwa Śpiewaczego Lutnia w Pszczynie. W czasach pruskich pracował w różnych przedsiębiorstwach – jako uczeń biurowy, pracownik umysłowy oraz jako księgowy (wieczorowo ukończył szkołę handlową). W styczniu 1915 został powołany do armii niemieckiej, w której, klucząc i wykręcając się od służby, w stopniu szeregowego przebył I wojnę światową na froncie zachodnim. Pod koniec listopada 1918 powrócił na Górny Śląsk, po czym reaktywował organizacje śpiewackie i założył legalne już gniazdo Sokoła w Tychach. W styczniu lub lutym 1919 wszedł jako zastępca komendanta na powiat pszczyński do kręgów dowódczych Polskiej Organizacji Wojskowej Górnego Śląska, co nastąpiło w Banku Ludowym w Pszczynie, którego był pracownikiem, podczas zebrania, na którym założono tę organizację na ziemi pszczyńskiej.
Żadne szykany pruskie, żadne kary nie zdołały sprowadzić go z drogi krzewienia słowa polskiego i pieśni polskiej.
W czerwcu 1919 został aresztowany przez Niemców i uwięziony w Raciborzu. Po interwencji kół polskich zwolniono go z więzienia za wysoką kaucją i poddano nadzorowi policyjnemu. Jednak już w lipcu 1919 kierował akcją przejęcia na stacji Tychy niemieckiego wagonu towarowego z bronią i amunicją, a w nocy z 16 na 17 sierpnia 1919 – wybuchem I powstania śląskiego w powiecie pszczyńskim (m.in. jako szef oddziału operacyjnego). Wyróżnił się zdobyciem Tychów i kilkunastu wiosek. Po powstaniu osiadł w Dziedzicach, gdzie w latach 1919–1921 znajdowało się wojskowe zaplecze pszczyńskiej organizacji powstańczej. 1 września 1919 został w tej miejscowości komendantem Posterunku Wywiadowczego nr 5 Oddziału II Naczelnego Dowództwa Wojska Polskiego. W 1920 przeprowadził się na stałe do Pszczyny, w której pracował w Banku Ludowym i w której mieszkał aż do śmierci. Od lutego 1920 był komendantem POW G.Śl. na powiat pszczyński i jednocześnie sekretarzem powiatowym Polskiego Komitetu Plebiscytowego. Podczas II powstania śląskiego dowodzone przez niego oddziały w ciągu dwóch dni (20–21 sierpnia 1920) zdołały opanować cały powiat. W 1921 zmobilizował do walk powstańczych ponad 6 tys. mieszkańców ziemi pszczyńskiej i na początku maja tego roku wystawił trzy pułki: lotny, liniowy i rezerwowy. W III powstaniu śląskim objął komendę Pszczyńskiego Pułku Rezerwowego i odznaczył się sprawnym zwalczaniem dywersji niemieckiej i zaprowadzaniem polskiej władzy w powiecie. Zdobyte przez jego oddziały ziemie stanowiły jedną trzecią terenów Górnego Śląska włączonych do Polski w 1922 (nie licząc kilku km²). Był także głównym organizatorem straży obywatelskich na ziemi pszczyńskiej. Po likwidacji powstania pełnił od lipca 1921 do czerwca 1922 funkcję sekretarza powiatowego Rady Ludowej w Pszczynie.
Za czyny bojowe w trzech powstaniach śląskich odznaczony Orderem Virtuti Militari.
Od 1922 był członkiem Rady Nadzorczej i zastępcą dyrektora Banku Ludowego w Pszczynie, a od 1924 do 1933 – jego dyrektorem. W 1923 został oficerem rezerwy 4 pułku strzelców podhalańskich w Cieszynie. 20 kwietnia 1926 przy jego głównym współudziale zostało założone pszczyńskie koło Związku Oficerów Rezerwy RP. W latach 1924–1926 był redaktorem „Gazety Śląskiej”, na której łamach publikował pod pseudonimem Stanisław Lech. Ponadto współpracował z „Polonią”, a także z „Głosem Pszczyńskim”. Stanisław Krzyżowski napisał i wydał książeczkę pt. Rozmyślania w czterdziestą rocznicę encykliki „Rerum novarum”, wydanej 15 maja 1891 r. przez papieża Leona XIII, Pszczyna 1931. Był również autorem rękopisu pt. Pamiętniki powstań śląskich 1919 i 1920, który zaginął po wypożyczeniu go przez niego Janowi Ludydze-Laskowskiemu. Od wczesnych lat 20. organizował szeregi byłych powstańców śląskich i brał czynny udział w ruchu politycznym Chrześcijańskiego Zjednoczenia Ludowego, a później Polskiego Stronnictwa Chrześcijańskiej Demokracji, tworząc liczne koła chadeckie i kombatanckie (Związku b. Powstańców, Związku Powstańców Śląskich, Związku b. Powstańców i Żołnierzy, Narodowego Związku Powstańców i b. Żołnierzy, Związku Powstańców i b. Żołnierzy). Po przewrocie majowym był jednym z czołowych działaczy opozycji antysanacyjnej. Wszedł do Rady Naczelnej i Zarządu Głównego PSChD na Górnym Śląsku. W latach 20. piastował w Pszczynie funkcję członka Magistratu, a w 1930 był radnym tego miasta i w listopadzie wybrano go na posła do Sejmu RP z listy Katolickiego Bloku Ludowego, po czym został członkiem Rady Naczelnej PSChD w Warszawie.
Sanacja nie może być chrześcijańska, gdyż gwałtem powstała, gwałtem rośnie w siły i uważa za swój jedyny cel, żeby siebie społeczeństwu narzucić.
4 maja 1920 ożenił się w Dziedzicach z Marią Stryczek (ur. 15 lutego 1894 w Dziedzicach, zm. 29 maja 1983 w Pszczynie), z którą zamieszkał na stałe w Pszczynie i z którą miał troje dzieci: Tadeusza (ur. 23 grudnia 1922 w Pszczynie, zm. 7 lipca 2012 w Bloomfield Hills), Mariana (ur. 2 czerwca 1925 w Pszczynie, zm. 13 grudnia 1997 w Pszczynie) i Teresę (ur. 17 czerwca 1931 w Pszczynie, zm. 31 grudnia 1997 w Tijuanie). Jego synowie działali m.in. w powojennym podziemiu antykomunistycznym w Dziedzicach i Pszczynie i byli żołnierzami VII Śląskiego Okręgu Narodowych Sił Zbrojnych (ugrupowania „Bartka”).

## Publikacje archiwalne

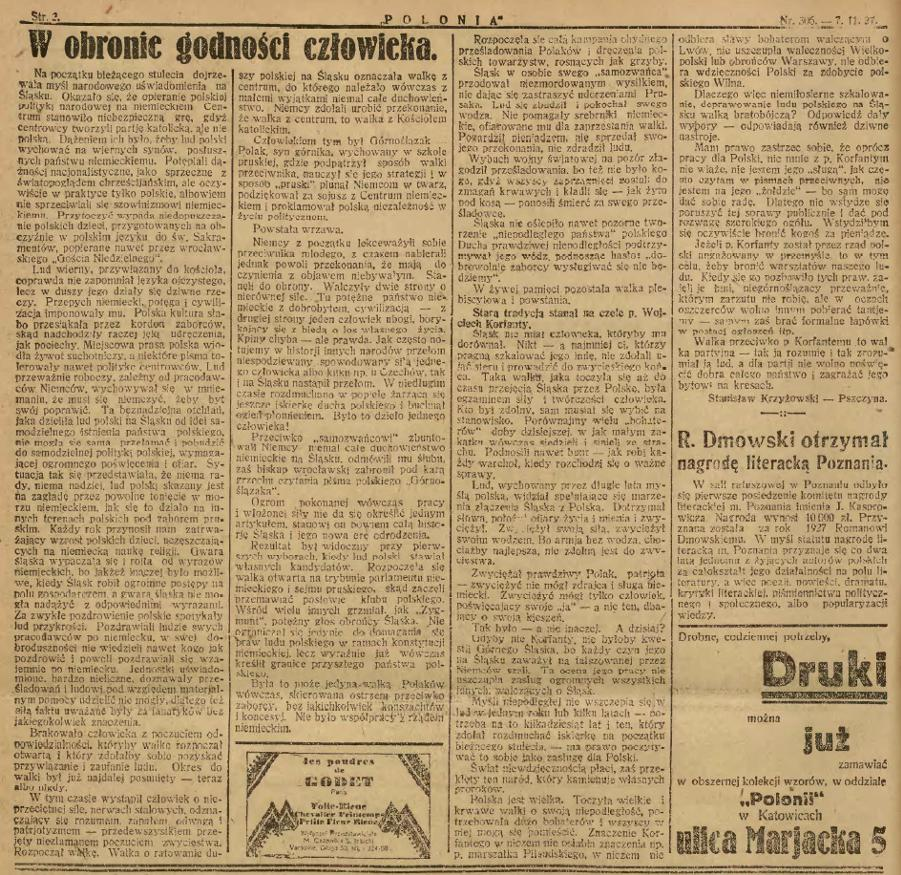
Stanisław Krzyżowski, W obronie godności człowieka

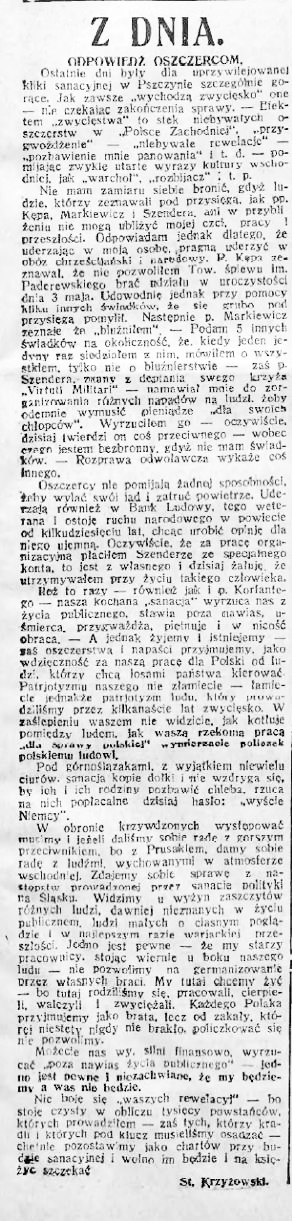
Stanisław Krzyżowski, Odpowiedź oszczercom

## Awanse
- podporucznik – 1920[4][5][49] (po kursie oficerskim w Krakowie)[5]

Według informacji prasowej z 1925 był porucznikiem rezerwy.

## Ordery i odznaczenia
- Krzyż Srebrny Orderu Wojskowego Virtuti Militari nr 7873[8]
- Krzyż Niepodległości z Mieczami[51] (za życia odmówił przyjęcia)[30]
- Krzyż Walecznych[8]
- Medal Niepodległości[8]
- Medal Pamiątkowy za Wojnę 1918–1921 „Polska Swemu Obrońcy”[52][2]
- Krzyż na Śląskiej Wstędze Waleczności i Zasługi[8]
- Gwiazda Górnośląska[4]
- Odznaka pamiątkowa Polskiej Organizacji Wojskowej
- Odznaka Narodowego Związku Powstańców i Byłych Żołnierzy[52][2]
- Honorowy Krzyż Plebiscytowy[52][2]
- Złota Odznaka Sokoła[30]
- Złota Odznaka Ogólnopolskiego Związku Kół Śpiewaczych[30]

## Upamiętnienie

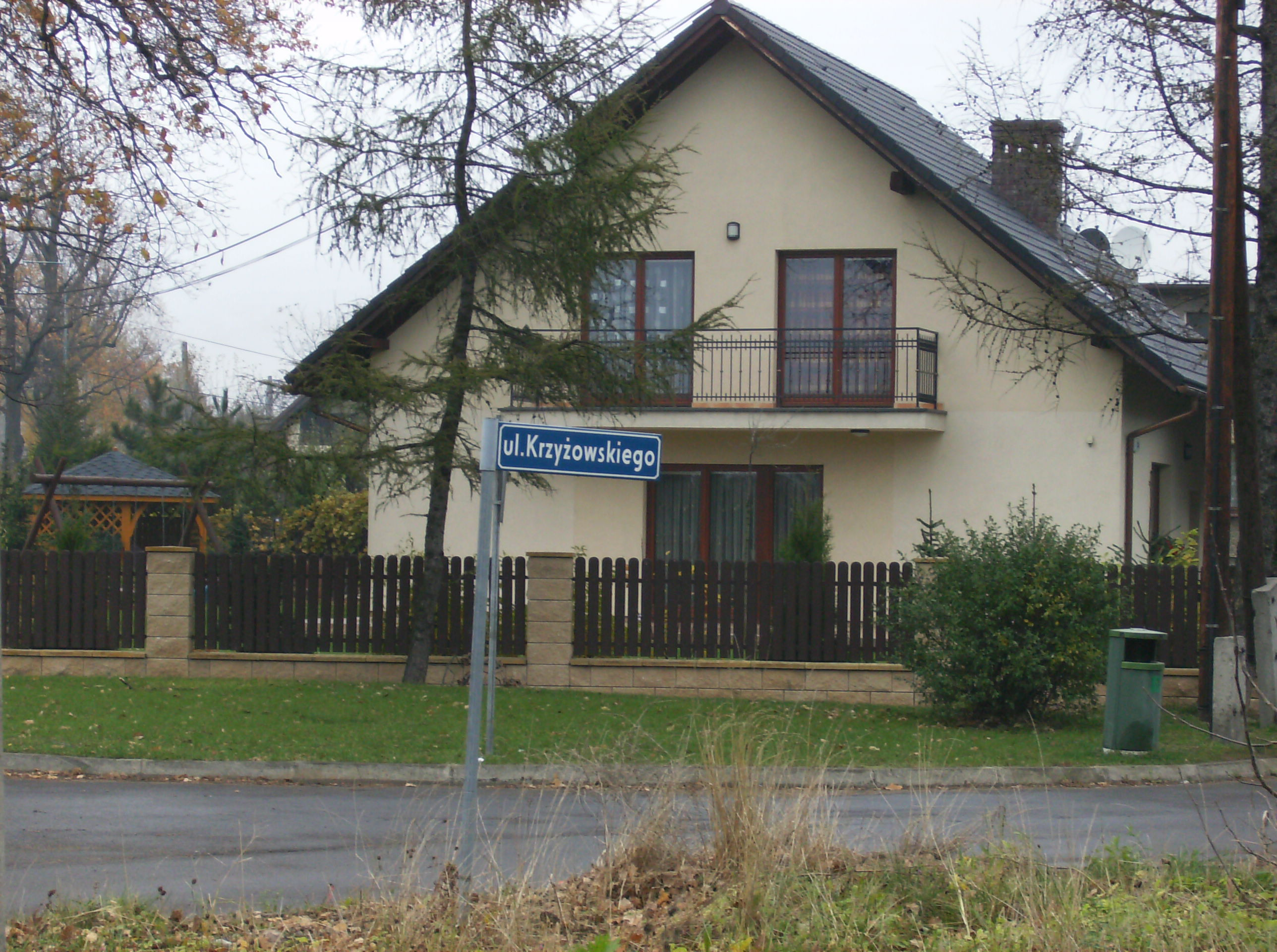
Ulica Stanisława Krzyżowskiego w Pszczynie

Imieniem Stanisława Krzyżowskiego nazwano ulicę w Pszczynie.